# 弗雷德·柯卡姆
弗雷德·柯卡姆（英語：Fred Kirkham，1937年4月5日—2007年10月25日），澳大利亚男子赛艇运动员。他曾代表澳大利亚参加1956年夏季奥林匹克运动会赛艇比赛，获得男子八人单桨有舵手铜牌。